# Boroszlán
A boroszlán (Daphne) a mályvavirágúak (Malvales) rendjéhez tartozó boroszlánfélék (Thymelaeaceae) családjának nemzetsége mintegy hetven fajjal, amelyek közül több:
- brassói boroszlán (Daphne blagayana),
- henye boroszlán (Daphne cneorum) — védett!,
- babérboroszlán (Daphne laureola),
- farkasboroszlán (Daphne mezereum) — védett!,
- tompa levelű boroszlán (Daphne retusa).

a Kárpát-medencében is honos.
Típusfaja a babérboroszlán (Daphne laureola) L., 1753.

## Nevének eredete
Tudományos neve Daphné görög nimfára utal.

## Származása, elterjedése
Fajai Észak-Afrikában, Európában és Ausztráliában élnek.

## Megjelenése, felépítése
A legtöbb faj kis termetű, örökzöld vagy lombhullató cserje vagy félcserje; némelyik kisebb fává cseperedik.
Osztatlan, bőrnemű levelei szórtan állnak.
Virágzata fejecske vagy rövid fürt. A kétivarú, fehér, sárga vagy vörös virágok a hajtások oldalán vagy csúcsán nyílnak; rajtuk a színes vacok henger vagy tölcsér alakú, sziromszerű képletté nyúlik; ennek tetején nyílnak a szintén sziromszerű csészelevelek. Valódi sziromlevelei nincsenek. Több faj virága különösen illatos.
Termése egymagvú, húsos vagy csaknem száraz csonthéjas.
Levele és termése is erősen mérgező.

## Életmódja, termőhelye
Jellemzően trópusi–szubtrópusi környezetben fordul elő. Ennek megfelelően számos faja örökzöld, de vannak lombhullatók is. A vizet jól vezető talajt kedveli — több faja (például a babérboroszlán és a henye boroszlán) kimondottan mészkedvelő. Más fajok — például a farkasboroszlán — a savanyú, agyagos (kötött) talajokhoz alkalmazkodtak.
Közvetlenül napra is ültethető, de ilyenkor célszerű a talajt takarni, mert jó, ha a gyökere hűvösen marad.

## Felhasználása
Díszcserjeként több faját ültetik, termesztik.